# Apoštolský exarchát v Rusku
Apoštolský exarchát v Rusku je ruský řeckokatolický exarchát.

## Historie
Tento exarchát byl založen roku 1917 z arcidiecéze Mohylev. Exarchát je podřízen svatému stolci. Jeho prvním exarchou se stal blahoslavený mučedník Leonid Feodorov, M.S.U (1917–1935). Druhým exarchou byl blahoslavený mučedník a archimadrita Klymentij Kazymyr Šeptyckyj M.S.U. (1939–1951). Od roku 1951 je tento exarchát bez apoštolského exarchy, od roku 2004 je spravován apoštolským administrátorem, jímž je jezuitský kněz a biskup Joseph Werth.

## Seznam apoštolských exarchů
- Leonid Feodorov, M.S.U (1917–1935)
- Klymentij Kazymyr Šeptyckyj M.S.U. (1939–1951)
  - Joseph Werth S.J., apoštolský administrátor od 20. prosince 2004